# Monique Coleman
Pour les articles homonymes, voir Coleman.
Monique Coleman de son vrai nom Adrienne Monique Coleman, née le 13 novembre 1980 à Orangeburg (Caroline du Sud, États-Unis), une actrice et chanteuse américaine. Elle est connue pour son rôle de Taylor McKessie dans High School Musical.

## Biographie
À 8 ans, Coleman fait ses premiers pas dans le monde de la comédie dans un atelier de théâtre et d'art dramatique de Caroline du Sud.
Elle participe ensuite à plusieurs séries télévisées (Gilmore Girls en 2004, Malcolm, Veronica Mars en 2005). Pendant ce temps, elle joue le rôle de Molly dans Boston Public de 2003 à 2005.
En 2006, elle tient le rôle de Taylor McKessie dans la comédie musicale High School Musical, puis enchaîne une tournée à travers tous les États-Unis et au Mexique avec la troupe du film. Elle a d'ailleurs repris son rôle pour le second volet High School Musical 2. En 2008, Monique Coleman  tient encore le rôle de Taylor McKessie pour le troisième film de High School Musical 3 : Nos années lycée.
En 2006, Coleman participe à la saison 3 de l'émission de télé réalité Dancing with the Stars avec son partenaire, Louis Van Amstel.
Elle participe à un Talkshow (dont elle est la vedette) "Gimme Mo", uniquement disponible sur internet. Elle voyage à travers le monde pour parler des problèmes que la jeunesse rencontre : jeunes sans abris, drogues, sexe, obésité etc. Gimme Mo a pour but de créer un espace où les jeunes peuvent se sentir en sécurité et libre de parler.
En juin 2011, Coleman commence le tournage d'un tout nouveau film intitulé Red Woods are Silly réalisé par Matthew Hurdgoth. Ceci est une comédie musicale basée la crise de la quarantaine. Elle y jouera le rôle de Mina. Blake Lively et Cory Monteith devraient normalement rejoindre le casting.

## Vie privée
Le 14 février 2012, Monique Coleman et Walter Jordan se sont mariés au cours d'une cérémonie privée en Thaïlande.

## Filmographie
Sauf indication contraire, les informations mentionnées dans cette section peuvent être confirmées par la base de données cinématographiques IMDb,  présente dans la section « Liens externes ».

### Cinéma
- 1995 : Mother of the River de Zeinabu irene Davis : Dofimae
- 1997 : The Ditchdigger's Daughters de Johnny E. Jensen : Young Donna
- 2008 : High School Musical 3 : Nos années lycée de Kenny Ortega : Taylor McKessie
- 2014 : Free the Nipple de Lina Esco : Roz
- 2015 : Naomi and Ely's No Kiss List de Kristin Hanggi : Robin
- 2017 : We Are Family de Trey Haley : Elisa
- 2017 : The Outdoorsman de David Haskell : Jen
- 2018 : Broken Star de Dave Schwep : Annie
- 2020 : Steppin' Back to Love de Roger M. Bobb : April
- 2020 : Phobias de Camilla Belle : Natalie

#### Téléfilms
- 2005 :  La Force des mots de Georg Stanford Brown : Leesha
- 2006 : High School Musical : Premiers pas sur scène de Kenny Ortega : Taylor McKessie
- 2007 : High School Musical 2 de Kenny Ortega : Taylor Mckessie
- 2019 : Abandonnée à 13 ans de Janice Cooke : Ms. Lewis

#### Séries télévisées
- 2003 : La Vie avant tout : Tanya (1 épisode)
- 2003-2004 : Boston Public : Molly (3 épisodes)
- 2004 : Gilmore Girls : Andy (1 épisode)
- 2004 : Shérifs à Los Angeles : Maya Barnes (1 épisode)
- 2004 : Married to the Kellys : la serveuse (1 épisode)
- 2004 : Malcolm : Andrea (1 épisode)
- 2005-2006 :  La Vie de palace de Zack et Cody : Marie-Margaret (6 épisodes)
- 2005 : Veronica Mars : Gabrielle Pollard (1 épisode)
- 2006 :  La Vie de palace de Zack et Cody : Marie-Margaret
- 2009 : Bones : Becca Hedgepeth (1 épisodes)
- 2014 : Downtowns Girls : Morgan (1 épisode)
- 2015 : Stitchers : Solaris (1 épisode)
- 2015 : The Fourth Door : Lain (8 épisodes)
- 2016 : Miranda's Rights : Emily Ellison (1 épisode)
- 2016 : Here We Go Again : Kayla (6 épisodes)
- 2017 : Guidance : Katina Howard (3 épisodes)
- 2019 : The Nightmare Tapes : Dolores Walker (1 épisode)

#### Prochainement
- 2023 : High School Musical : La Comédie musicale, la série elle-même (saison 4)

### Émission télévisée
- 2006 :  Dancing with the Stars
- 2006 :  Le point de vue
- 2008 :  Mot de passe Million Dollar

### Voix
- 2010 : The Cleveland Show : Fontaisha (1 épisode)
- 2007 : Winx Club : Layla

## Discographie
- 2006 : High School Musical
- 2007 : High School Musical 2
- 2008 : High School Musical 3